# 大杉啓
大杉 啓（おおすぎ さとし、1996年12月22日 - ）は静岡県出身のサッカー選手。Jリーグ・高知ユナイテッドSC所属。ポジションはGK。

## 来歴
静岡学園高校では3年次に全国高等学校サッカー選手権大会に参加したが、1年生の山ノ井拓己が起用されたため、試合に出場することなく大会を終えた。
日本体育大学卒業後はオーストラリアに渡り、下位リーグのクラブでプレーを続けた。
2020年7月20日、神奈川県社会人サッカーリーグ1部の品川CCに加入。
2021年1月13日、藤枝MYFCに加入することが発表された。2021年12月1日、退団が発表された。
同年12月10日には、フクダ電子アリーナで行われたJリーグ合同トライアウトに出場。
2022年1月19日、福島ユナイテッドFCへの加入が発表された。
2023年12月5日、福島との契約が満了。同年12月12日に開催されたJリーグ合同トライアウトに出場した。
2024年、高知ユナイテッドSCに移籍。この年はリーグ戦全30試合に出場し、J3・JFL入れ替え戦にも2試合出場して、高知のJ3加盟に大きく貢献した。
2025年よりチームの副キャプテンに就任した。

## 所属クラブ
- 静岡横内SSS
- 静岡学園中学校
- 静岡学園高校
- 日本体育大学
- マルヴァーン・シティFC（英語版）
- キングストン・シティFC（英語版）
- キャロライン・スプリングス・ジョージ・クロスFC（英語版）
- 2020年7月 - 同年12月  品川CC
- 2021年  藤枝MYFC
- 2022年 - 2023年  福島ユナイテッドFC
- 2024年 -  高知ユナイテッドSC

## Jリーグでの個人成績
| 国内大会個人成績 | 国内大会個人成績 | 国内大会個人成績 | 国内大会個人成績 | 国内大会個人成績 | 国内大会個人成績 | 国内大会個人成績 | 国内大会個人成績 | 国内大会個人成績 | 国内大会個人成績 | 国内大会個人成績 | 国内大会個人成績 |
| 年度             | クラブ           | 背番号           | リーグ           | リーグ戦         | リーグ戦         | リーグ杯         | リーグ杯         | オープン杯       | オープン杯       | 期間通算         | 期間通算         |
| 年度             | クラブ           | 背番号           | リーグ           | 出場             | 得点             | 出場             | 得点             | 出場             | 得点             | 出場             | 得点             |
| 日本             | 日本             | 日本             | 日本             | リーグ戦         | リーグ戦         | リーグ杯         | リーグ杯         | 天皇杯           | 天皇杯           | 期間通算         | 期間通算         |
| ---------------- | ---------------- | ---------------- | ---------------- | ---------------- | ---------------- | ---------------- | ---------------- | ---------------- | ---------------- | ---------------- | ---------------- |
| 2021             | 藤枝             | 31               | J3               | 2                | 0                | -                | -                | -                | -                | 2                | 0                |
| 2022             | 福島             | 21               | J3               | 4                | 0                | -                | -                | 0                | 0                | 4                | 0                |
| 2023             | 福島             | 21               | J3               | 1                | 0                | -                | -                | 0                | 0                | 1                | 0                |
| 2024             | 高知             | 21               | JFL              | 30               | 0                | -                | -                | 2                | 0                | 32               | 0                |
| 2025             | 高知             | 21               | J3               |                  |                  |                  |                  |                  |                  |                  |                  |
| 通算             | 日本             | 日本             | J3               | 7                | 0                | -                | -                | 0                | 0                | 7                | 0                |
| 通算             | 日本             | 日本             | JFL              | 30               | 0                | -                | -                | 2                | 0                | 32               | 0                |
| 総通算           | 総通算           | 総通算           | 総通算           | 37               | 0                | -                | -                | 2                | 0                | 39               | 0                |

その他の公式戦
- Jリーグ初出場 - 2021年6月26日 J3第13節 テゲバジャーロ宮崎戦 (藤枝総合運動公園サッカー場)
- 2024年
  - J3・JFL入れ替え戦：2試合0得点